# جنگل ملی ال‌یونک
جنگل ملی ال‌یونک (به انگلیسی: El Yunque National Forest) یک منطقهٔ مسکونی در ایالات متحده آمریکا است که در پورتوریکو واقع شده‌است.